# باران بو أودر
باران بو أودر (بالألمانية: Baran bo Odar) هو مخرج وكاتب سيناريو ألماني، وُلد في الثامن عشر من أبريل عام 1978 في أولتن في المقاطعة السويسرية سولوتورن.

## حياته
وُلد باران في سويسرا ولكنه لا يحمل الجنسية السويسرية، حيث كان والده يعمل كميائيًا في صناعة الطاقة النووية في سويسرا. قضي باران طفولته وشبابه في مدينة إرلنجن البفارية أينما حصل على الثانوية من مدرسة ألبرت شفايتسر. درس باران من عام 1998 وحتى عام 2006 في جامعة التلفاز والسينما في ميونخ (HFF)و خلال تلك الفترة تعرف على يانتيه فريزه. عُرض الفيلم القصير صرير (Quietsch) الذي صوره خلال دراسته في مهرجان برلين السينمائي الدولي، أما فيلم تحت أشعة الشمس (Unter der Sonne) الذي كان مشروع تخرجه رُشح عام 2006 لجائزة مهرجان أفلام ماكس أوفولس.
انشغل باران بعد إتمام دراسته بإنتاج الإعلانات الدعائية ومقاطع الموسيقى المصورة والأفلام القصيرة. و قد احتفل بأول فيلم سينمائي له عام 2010 بفيلم الصمت الأخير (Das letzte Schweigen) الذي عُرض في مهرجان أفلام لوكارنو؛ وقد جذب هذا إليه الأنظار حيث وصفته مجلة فارايتي بأنه المخرج الذي يجب أن يُنظر إليه.
كان فيلم من أنا- لا يوجد نظام آمن (Who Am I – Kein System ist sicher ) لباران ذا نجاح شديد وقد جذب اهتمام هوليوود له، حيث حصلت شركة وارنر برذرز على حق إعادة إنتاج الفيلم من جديد.
بدأ باران في صيف عام 2015 تصوير أول أفلامه الأمريكية فيلم ذو آرق (Sleepless) و هو إعادة إنتاج للفيلم الفرنسي ذو آرق- ليلة القصاص (Nuit blanche)، و قد صدر الفيلم الذي كان ببطولة جيمي فوكس في يناير عام 2017. و بعد هذا الفيلم بدأ العمل على مسلسل دارك و هو أول مسلسل ألماني على نتفليكس.

### حياته الشخصية
يقطن باران مع زوجته يانتيه فريزه و ابنتهما في برلين.

## أعماله
- 2005: صرير (Quietsch)
- 2006: تحت أشعة الشمس (Unter der Sonne)
- 2010:الصمت الأخير (Das letzte Schweigen)
- 2014: من أنا- لايوجد نظام آمن (Who Am I – Kein System ist sicher)
- 2017: ذو آرق (Sleepless – Eine tödliche Nacht (Sleepless) )
- 2017: ظلام (Dark)
- 2022: ١٨٩٩ (1899).

## وصلات خارجية
- باران بو أودر على موقع IMDb (الإنجليزية)
- باران بو أودر على موقع مونزينجر (الألمانية)
- باران بو أودر على موقع ألو سيني (الفرنسية)
- باران بو أودر على موقع أول موفي (الإنجليزية)
- باران بو أودر على موقع قاعدة بيانات الفيلم (الإنجليزية)
- باران بو أودر على موقع كينوبويسك (الروسية)
- باران بو أودر على موقع قاعدة بيانات الأفلام على الإنترنت
- باران بو أودر  على filmportal.de.